# Гуальтьери-Сикамино
Гуальтьери-Сикамино (итал. Gualtieri Sicaminò) — коммуна в Италии, располагается в регионе Сицилия, в провинции Мессина.
Население составляет 2021 человек (2008 г.), плотность населения составляет 144 чел./км². Занимает площадь 14 км². Почтовый индекс — 98040. Телефонный код — 090.
Покровителем коммуны почитается святитель Николай Мирликийский, празднование 6 декабря.

## Демография
Динамика населения:

## Администрация коммуны
- Официальный сайт: http://www.comune.gualtieri.me.it/